# 구개수 비음
구개수 비음(口蓋垂鼻音)은 자음의 하나로 목젖에서 조음하는 비음이다.

## 발음의 예
- 아랍어: ق(q) 앞에 ن(n)이 올 때 변이음으로 난다.
- 네덜란드 네덜란드어: ch([χ]) 앞의 /n, ŋ(ng)/에서 변이음으로 난다.
- 조지아어: 구개수음 앞의 ნ(n)에서 변이음으로 난다.
- 투르크멘어: 후설모음 옆의 ň에서 변이음으로 난다.
- 우즈베크어: q, x, gʻ 앞의 ng에서 변이음으로 난다.
- 바이어의 뤄번줘(洛本卓) 방언: 병음 n에서 이 소리가 난다.